# Allexis cauliflora
Allexis cauliflora es una especie de planta de flores perteneciente a la familia Violaceae. Se encuentra en Ghana y Nigeria. Está tratada en peligro de extinción por pérdida de hábitat

## Descripción
Es un árbol que alcanza un tamaño de 10 m de altura, con las hojas de 30-90 cm de largo.

## Ecología
Se encuentra en la selva tropical, cerca de las orillas de los ríos más libres y drenados, evitando el fondo anegado de los valles y los pantanos.

## Taxonomía
Allexis cauliflora fue descrita por (Oliv.) Pierre y publicado en Bulletin Mensuel de la Société Linnéenne de Paris 1: 25, en el año 1898.
sinonimia
- Alsodeia cauliflora Oliv. basónimo
- Rinorea cauliflora (Oliv.) Kuntze (1891)[2]